# Entwicklungsnationalpark
Als Entwicklungsnationalpark wird in Deutschland ein Nationalpark bezeichnet, der die Kriterien eines solchen nach § 24 des BNatSchG nicht zu 100 % erfüllt, sondern sich in einer Entwicklungsphase befindet. Ein Entwicklungsnationalpark muss gemäß den 1997 auf Vilm von der IUCN-WCPA und der EUROPARC Federation erarbeiteten Kriterien für National parcs (= IUCN-Schutzgebietskategorie II) innerhalb von 30 Jahren auf 75 Prozent seiner Fläche den in §24 beschriebenen Anforderungen entsprechen. Im Jahr 2002 wurde die Ausweisung von Entwicklungsnationalparken durch die Novellierung des Bundesnaturschutzgesetzes gesetzlich abgesichert, was die Ausweisung eines Nationalparks in Deutschland generell erleichtert.
2008 stimmte die Länderarbeitsgemeinschaft Naturschutz der 16 Bundesländer den „Qualitätskriterien und -standards für deutsche Nationalparke“ einstimmig zu, die zuvor von Europarc Deutschland unter Beteiligung von Fachbehörden und Experten erarbeitet worden waren.
Bei den meisten deutschen Nationalparken handelt es sich um Entwicklungsnationalparke, deren Entwicklungszonen sich allerdings in sehr unterschiedlichen Stadien befinden können. So hat beispielsweise der Nationalpark Kellerwald-Edersee eine Entwicklungszone von 8 % seiner Gesamtfläche, der Nationalpark Hunsrück-Hochwald hingegen 52 %.